# Струтиновка
Струтиновка (укр. Струтинівка) — село,
Святиловский сельский совет,
Глобинский район,
Полтавская область,
Украина.
Код КОАТУУ — 5320688105. Население по переписи 2001 года составляло 57 человек.
Село указано на подробной карте Российской Империи и близлежащих заграничных владений 1816 года.
На картах 1869-1950 годов указана как Трутунивка (Туртуновка)

## Географическое положение
Село Струтиновка находится на левом берегу одного из русел реки Кривая Руда,
выше по течению на расстоянии в 4 км расположено село Степановка,
ниже по течению на расстоянии в 1 км расположено село Проценки.
Рядом проходит автомобильная дорога Н-08.